# Giorgio Carpinteri
Giorgio Carpinteri (né le 7 juin 1958 à Bologne) est un auteur de bande dessinée italien.

## Publications
- (it) Polsi Sottili, Coconino Press, 2013 (ISBN 8876182403).
- (it) Pop Eye, Oblomov Edizioni, coll. « Collana Strip tease », 2017 (ISBN 9788885621121).
- (it) Aquatlantic, Oblomov Edizioni, 2018 (ISBN 9788885621299).
  - (en) Aquatlantic  (trad. Jamie Richards), Fantagraphics, 2020 (ISBN 9781683963516).